# Darrell Powers
Darrell Cecil "Shifty" Powers (Clinchco, 1923. március 13. – Clinchco, 2009. június 17.) amerikai katona, törzsőrmester. A 101. légi szállítású hadosztály 506. ejtőernyős gyalogezred 2. zászlóalj E (Easy) századánál szolgált a második világháború idején.
Powerst Peter Youngblood Hills alakította az HBO Az elit alakulat minisorozatában.

## Élete a háború előtt
Powers a virginiai Clinchcóban született. Apja kiválóan bánt a puskával és a fiát is már fiatalon megtanította lőni.
Shifty sok időt töltött a szabadban, vadakra vadászva. Odáig jutott, hogy a levegőbe dobott egy érmét is eltalálta. 
Katonai pályafutása alatt nagyon hasznos volt, hogy ennyire jól megtanult lőni. 
Powers elvégezte a középiskolát majd gépész tanfolyamot végzett egy norfolki szakiskolában. 
Ott barátkozott össze Robert 'Popeye' Wynnnel, és a tanfolyam elvégzése után a virginiai portsmouthi hajógyárba mentek dolgozni.
A Powers 1942. augusztus 14-én Richmondban önkéntesként jelentkezett az ejtőernyősök közé jó barátjával, Robert 'Popeye' Wynnnel.
A Shifty becenevét még akkor kapta, mikor kosárlabdázott.

## A második világháborúban
Powers első harci ugrását a D-Day-en hajtotta végre, ahogy sokan mások, így ő is eltévesztette a földetérési zónát. Végül találkozott Floyd Talberttel és ők ketten megtalálták az Easy századot. Részt vett a Market Garden hadműveletben Hollandiában, valamint a belgiumi Foyban a Bulge-i csatában. Foyban egy német mesterlövész lelőtte az Easy század három tagját és mindenki fedezékbe bújt. Carwood Lipton szakaszparancsnok segítségével Shifty az M1-esével fejen lőtte a németet. A század tagjai azt mondták, hogy Powers sok életet mentett meg azon a napon. Az Easy században Shifty-t tartották a legjobb lövőnek. Egyik legfigyelemreméltóbb teljesítménye,az volt, amikor Shifty megemlítette parancsnokának, hogy észrevett egy fát a távoli erdőben, amely előző nap még nem volt ott. A "fáról" végül kiderült, hogy egy álcázott német megfigyelőállomás. Ha Shifty nem lett volna ilyen jó megfigyelő, az Easy század sok életet vesztett volna.
Powers azon kevesek egyike volt, aki soha nem sebesült meg a harcban. Ez volt az oka annak, hogy Powersnek nem volt elegendő pontja ahhoz, hogy a katonai pontrendszer alapján hazatérjen, bár minden nap ott volt, amikor az Easy század a frontvonalon harcolt.
Minden hadosztályból kisorsoltak egy embert, akinek bár nincs meg a szükséges pontja, mégis haza mehet. Shifty-t sorsolták ki, így  hazamehetett, de útban a repülőtér felé a jármű, amelyben Shifty utazott, balesetet szenvedett és súlyosan megsérült.
Sok hónapot töltött gyógyulással a tengerentúli kórházakban, miközben társai már jóval előtte hazaértek.

## Élete a világháború után
A háború után Powers gépész lett. Kaliforniába költözött, ahol gépész állást kapott. Itt három évig ott maradt a családjával. Elbocsátották, amikor a cég, ahol dolgozott, elvesztette az állami szerződését, ezért hazatért és több mint húsz évig gépészként dolgozott a Clinchfield Coal Corporationnél.
Powers egészségi állapota nagyon megromlott és depressziós volt. 
A Powers család szerint az Elit alakulat című minisorozat segítségével győzte le a depressziót és emiatt élt még jó pár évet. 

## Elit alakulat
Az Elit alakulat című könyv első kiadásában Ambrose azt írta, hogy december 23-án Powers nem engedelmeskedett Edward Shames hadnagy közvetlen parancsának, hogy menjen ki járőrözni, mert elbátortalanodott. Shames és Powers is tagadta, hogy ez megtörtént. Powers „arculcsapásnak” nevezte. Végül Stephen E. Ambrose törölte ezt a történetet a könyv későbbi kiadásaiból.

## Halála
Powers tüdőrákban halt meg 2009. június 17-én a virginiai Dickenson megyében. A Temple Hill Memorial Parkban van eltemetve, Castlewoodban, Russell megyében, Virginia államban.
Halálakor 60 évig volt házas feleségével, Dorothyval.